# Hicham II
Pour les articles homonymes, voir Hicham.
Hishâm II, surnommé « Le bien aimé de Dieu » est né le 11 juin 965. Fils du calife Al-Hakam II et de sa favorite Subh, il succède à son père en 976 et est assassiné le 18 mai 1013 au début de la guerre civile en al-Andalus

## Biographie

### Héritier
Il devient l'héritier du califat omeyyade à la mort de son frère aîné, en 970. Les dignitaires lui prêtent un serment de fidélité en février 976 car son père al-Hakam se sait déjà gravement malade. Ce dernier meurt quelques mois plus tard, le 1er octobre 976. Hisham a moins de 12 ans lorsqu'il est intronisé le 3 octobre grâce au hâdjib al-Mushafî et à Muhammad ibn Abî Amir (Almanzor) qui administre déjà ses biens depuis six ans.

### Calife sous influence
Trop jeune et de santé fragile, et peut-être atteint de troubles mentaux, l'enfant est écarté du pouvoir. De 978 à 1009, Almanzor puis ses fils vont accaparer presque l'intégralité des prérogatives califales. Mais ils n'oseront menacer la vie de Hishâm grâce à l'affection de la population pour sa dynastie et à la vigilance de sa mère, Subh. Il va vivre en reclus avec sa collection de reliques durant des années.

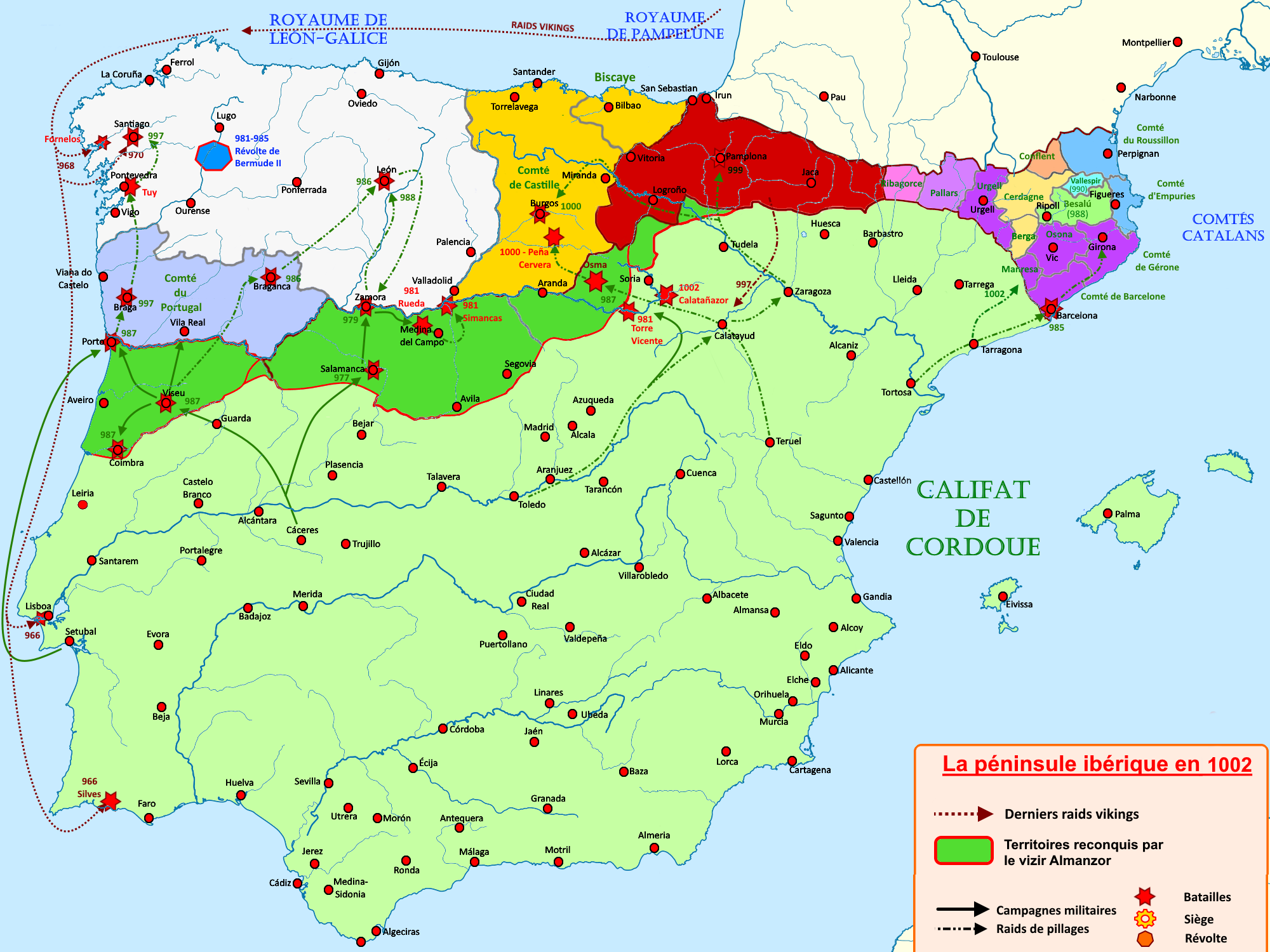
Le califat de Cordoue de 961 à 1002.

### Fin du règne
Hishâm perd sa mère en 999 et son trône dix ans plus tard, en novembre 1009 lors d'un coup d'État où il est forcé d'abdiquer. Mohammed II après avoir destitué Hichâm en 1009 est rapidement destitué la même année par Sulayman. Mohammed II reprend le pouvoir en 1010 et est tué la même année. Hichâm est restauré comme calife, mais il reste le jouet des partis qui se déchirent pour le pouvoir. En mai 1013, les Berbères s'emparent de Cordoue et Hichâm est tué durant les massacres qui s'ensuivent.
On peut voir un coffret (en bois, or et argent repoussé) ayant appartenu à Hicham II de Cordoue, au musée de la cathédrale Sainte-Marie de Gérone.